# مینا آدم‌پور
مینا آدم‌پور (انگلیسی: Mina Adampour؛ زادهٔ ۱ ژانویهٔ ۱۹۸۷) روزنامه‌نگار و پزشک ایرانی تبار اهل نروژ است.